# 莫讷
莫讷（法語：Mosnes，法語發音：[mon]）是法国安德尔-卢瓦尔省的一个市镇，位于该省东部，与卢瓦-谢尔省接壤，属于洛什区和昂布瓦斯河谷市镇公共社区，其市镇面积为14.5平方公里，2022年1月1日时人口数量为815人。
莫讷是昂布瓦斯河谷市镇公共社区的组成部分，是一个区域性的公路枢纽。

## 行政
莫讷的邮政编码为37530，INSEE市镇编码为37161。

## 地理

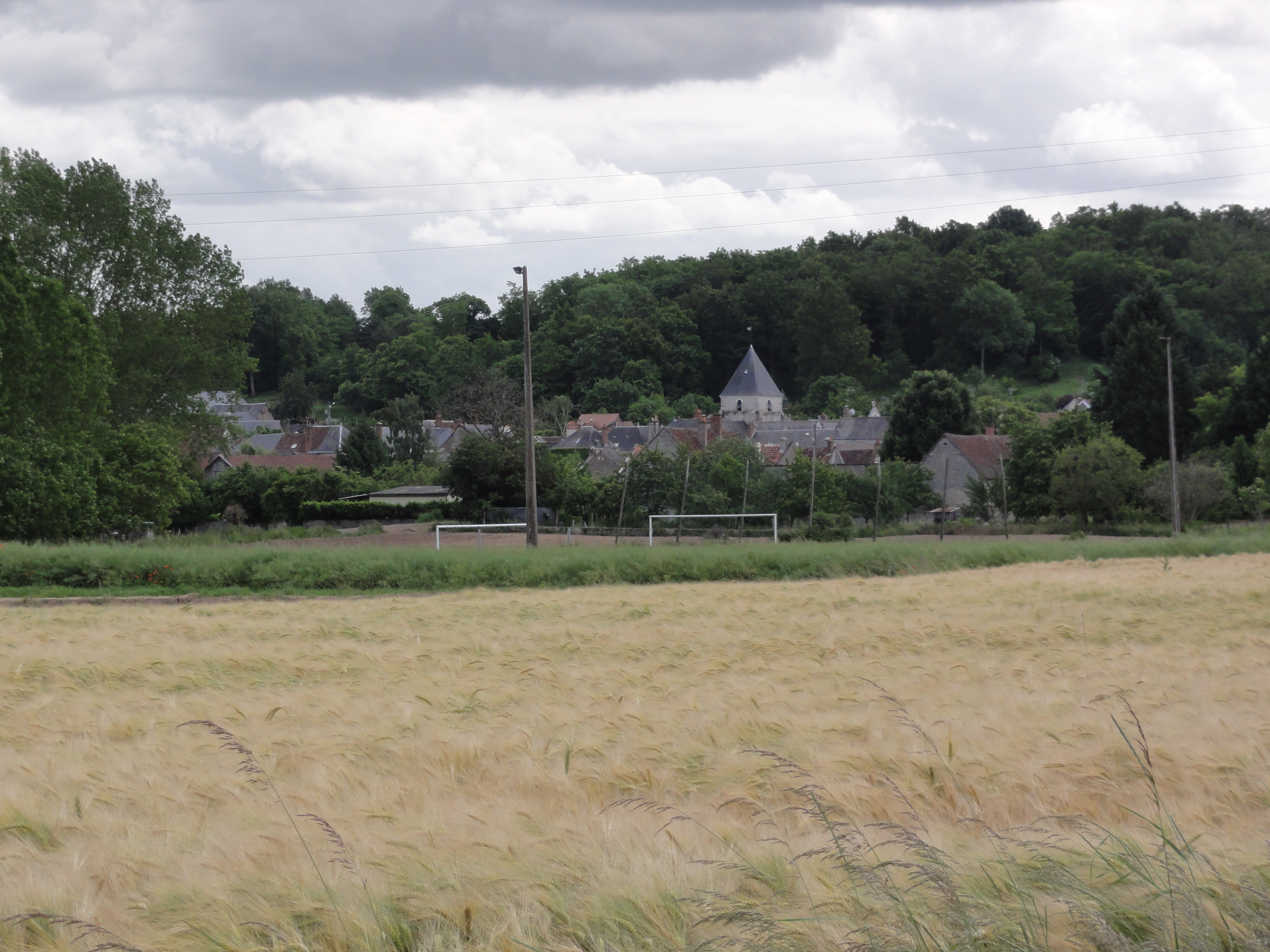
远眺莫讷镇中心

莫讷（47°27'20"N, 1°6'3"E）位于法国中西部，中央-卢瓦尔河谷大区西部和安德尔-卢瓦尔省东部。
与莫讷接壤的市镇包括：康热、沙尔热、卢瓦尔河畔里伊、图赖讷地区苏维尼、大瓦利耶尔、卢瓦尔河畔沃赞。
莫讷位于卢瓦尔河干流左岸，另有一条叫“Ru”的小溪流经境内。境内以平原和浅丘为主，地势自北向南略有抬升，镇中心地势平坦。
按照柯本气候分类法，莫讷属于温带海洋性气候，全年温差较小，降水分布均匀。

## 历史
莫讷历史上长期为一普通村落，中世纪出现教堂，法国大革命后成为安德尔-卢瓦尔省一个市镇。

## 交通
安德尔-卢瓦尔省省道D123线和D751线经过莫讷境内。有校车巴士可前往省会图尔。

## 政治
现任莫讷市长为克里斯托夫·维勒曼先生（Christophe Villemain），他是一名右翼无党派人士。

## 人口
| 年份   | 1936 | 1946 | 1954 | 1962 | 1968 | 1975 | 1982 | 1990 | 1999 | 2006 | 2011 | 2016 | 2018 |
| ------ | ---- | ---- | ---- | ---- | ---- | ---- | ---- | ---- | ---- | ---- | ---- | ---- | ---- |
| 人口數 | 746  | 722  | 730  | 703  | 639  | 639  | 675  | 677  | 736  | 757  | 741  | 809  | 812  |

## 社会
莫讷镇中心有一处邮局、一处面包房、一家宾馆和一处酒吧。

## 景观

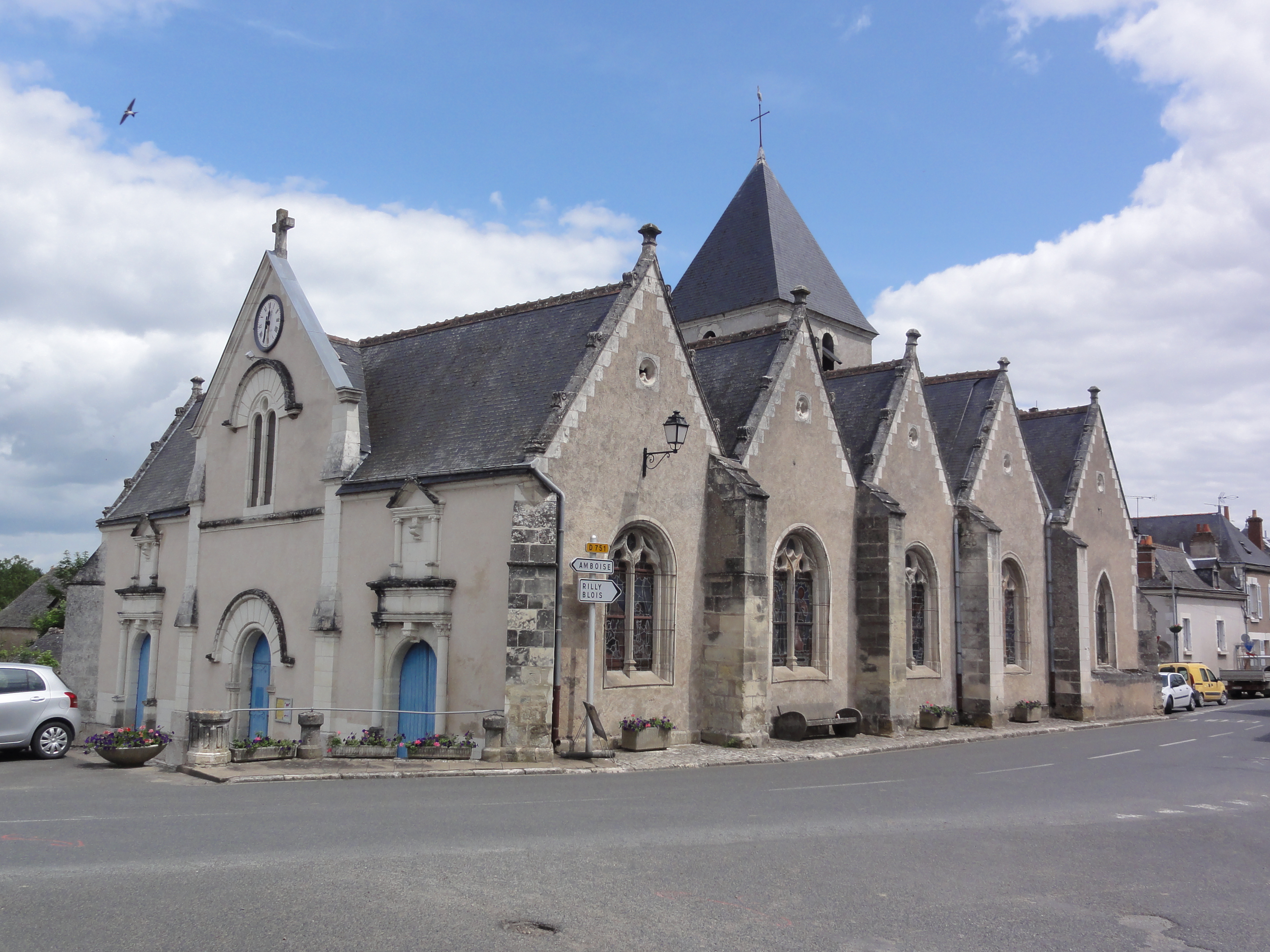
圣马丁教堂

莫讷圣马丁教堂（Église Saint-Martin de Mosnes）是法国国家文物保护单位，也是当地的地标性建筑。